# Tumulus de Tossen-ar-Run
Le tumulus de Tossen-ar-Run est un dolmen sous tumulus situé à Yvias dans le département français des Côtes-d'Armor.

## Protection
L'ensemble est classé au titre des monuments historiques en 1959.

## Description
Le tumulus mesure 4 m de hauteur pour un périmètre de 120 m. Il renferme un dolmen construit en pierres sèches précédé d'un couloir (4,40 m de longueur, 0,80 m de largeur en moyenne) recouvert de quatre dalles. La chambre (diamètre 3,30 m) était recouverte par une voûte en encorbellement qui s'est effondrée. L'ensemble est recouvert d'un cairn dolménique (3,50 m de hauteur, 25 m de diamètre) composé de petites pierres, le tout étant recouvert d'argile gris clair.
Lors des fouilles de 1899, la chambre fut découverte inviolée par A. Martin. Un squelette d'un adolescent de 13 à 14 ans y fut mis au jour. Le corps était entouré de plusieurs outils en silex et schiste poli, d'un galet en forme d'amande, d'une hache polie en dolérite, d'une perle en pierre polie et de deux vases.